# Fantastic Plastic Machine
Fantastic Plastic Machine (o FPM), pseudonimo di Tomoyuki Tanaka (田中知之?, Tanaka Tomoyuki; Kyōto, 6 luglio 1966), è un musicista, disc jockey, produttore discografico e stilista giapponese.
È noto dal 1997 con il nome d'arte di Fantastic Plastic Machine, successivamente cambiato in FPM. Considerato fra i più importanti e influenti dj giapponesi, Tanaka è celebre per i suoi peculiari arrangiamenti molto complessi in cui fonde musica dance con l'orchestra classica e, talvolta, con influenze di musica tradizionale giapponese.
Durante la sua carriera si è esibito almeno una volta in ognuna delle 47 prefetture del Giappone e in oltre 100 località nel mondo. Oltre all'attività musica si dedica anche alla moda con le sue due etichette List e Connectee di cui è anche direttore creativo.

## Biografia
Tomoyuki Tanaka è nato nel quartiere Kamigyō a Kyōto. Si è appassionato alla musica durante le scuole medie e ha militato in una band mentre frequentava le scuole superiori Murasakino e l'Università Ryūkoku. A 18 anni, mentre lavorava come lavapiatti in una discoteca, ha stretto amicizia con il disc jockey del locale che l'ha introdotto al mestiere e alla musica dance. In un'intervista per il quotidiano Asahi shinbun, il musicista ha dichiarato: «Incorporai il giradischi da dj nella band, al tempo fu un gesto del tutto innovativo».
Alla vigilia del debutto discografico, la casa discografica della band di Tanaka ha dichiarato bancarotta costringendolo a trovarsi un altro impiego in un negozio di abbigliamento e poi in una casa editrice come editor di una rivista. Nel frattempo durante gli anni 1980 continuava a lavorare come dj e spendeva il suo stipendio in dischi, ma non trovando musica che gli piacesse davvero, ha iniziato nei primi anni 1990 a realizzarla da solo.
Nel 1995 ha deciso di dedicarsi completamente all'attività di dj e si è trasferito a Tokyo, proprio mentre il genere musicale Shibuya kei era al culmine della sua popolarità. Nella capitale Tanaka ha conosciuto Yasuharu Konishi, il compositore del duo di successo Pizzicato Five, mentre stava lavorando all'album Romantique 96, ed è diventato suo protégé con il nome d'arte Fantastic Plastic Machine. Konishi ha prodotto nel 1997 il primo album di Tanaka intitolato The Fantastic Plastic Machine: l'album propone una raffinata rivisitazione dance dello Shibuya kei e contiene una collaborazione con Maki Nomiya, la cantante dei Pizzicato Five, e una cover del brano In viaggio attraverso l'Australia di Piero Piccioni, colonna sonora del film Bello, onesto, emigrato Australia sposerebbe compaesana illibata. Negli anni successivi, grazie all'aiuto di Konishi e della sua casa discografica Readymade Records, FPM ha raggiunto il successo nell'ambito della musica dance e ha espanso la sua fama anche in occidente partecipando, fra i vari eventi, anche alla primissima edizione del Festival di Coachella in California nel 1999. A seguito degli attentati dell'11 settembre 2001 e allo stigma sociale percepito nei confronti dei non-occidentali, però, Tanaka ha preferito per alcuni anni limitare la sua attività alla sola Asia.
Dagli anni 2000 in poi Tanaka ha cambiato il proprio nome d'arte nelle sole iniziali FPM e ha consolidato il suo successo come musicista e produttore: oltre ai lavori soliti, ha prodotto e remixato musica per vari artisti fra cui Yellow Magic Orchestra, Tomoyasu Hotei, Quruli, Sakanaction e, in Occidente, per Fatboy Slim, Benjamin Diamond e Howie B. Ha scritto brani per le colonne sonore di film come Austin Powers - La spia che ci provava, per serie televisive come Sex and the City, e per video promozionali di numerose aziende di moda, fra cui Louis Vuitton (in collaborazione con l'artista visuale Takashi Murakami) e Uniqlo.
Nel 2020 ha annunciato il suo nuovo progetto Alone presentandosi al pubblico con il suo vero nome e non più come FPM. Nel 2021 è stato scelto come direttore musicale delle cerimonie di apertura e chiusura delle Olimpiadi di Tokyo 2020.

## Stile musicale
Il suo stile dance fonde insieme elementi eterogenei, come tipico dello stile musicale Shibuya kei di cui è stato fra i massimi rappresentanti insieme ai Pizzicato Five e a Kahimi Karie. FPM fa largo uso di ritmi bossa nova e di orchestrazioni complesse, e contamina la sua musica con varie forme di musica leggera di stampo occidentale quali l'exotica, il pop francese e la musica lounge.

Secondo Liz Ohanesian del periodico LA Weekly: 

## Discografia

### Album
- 10/10/1997 - The Fantastic Plastic Machine
- 10/09/1998 - LUXURY
- 17/01/2001 - beautiful.
- 26/02/2003 - too
- 22/02/2006 - imaginations
- 23/12/2009 - FPM
- 16/11/2011 - QLASSIX
- 13/02/2013 - Scale

### Singoli
- 01/12/1997 - L'aventure Fantastique
- 10/07/1998 - SUMMER REVIEW ep
- 01/10/1999 - TAKE ME TO THE DISCO
- 27/11/2002 - Why Not?